# ابو سدره
ابو سدره یک منطقهٔ مسکونی در قطر است که در شهرداری الشحانیه واقع شده‌است.